# Iglesia La Lomita
El templo Nuestra Señora de Guadalupe o más conocido como La Lomita es una iglesia católica ubicada en Culiacán Sinaloa, México. 

## Características
Es la iglesia más conocida de la ciudad. La actual estructura del templo se erige sobre los restos de un templo más antiguo, y su diseño fue tomado de un templo localizado en la academia de la Fuerza Aérea de los E.U.A, en el estado de Colorado, en los Estados Unidos. La iglesia está dedicada a la Virgen de Guadalupe y cada 12 de diciembre es motivo de peregrinaciones. Debe el sobrenombre a su ubicación, ya que se encuentra en una loma desde cuyo mirador se tiene una maravillosa vista de la ciudad. En la década de 1940 la iglesia se ub
icaba a 1,5 km de la ciudad; en la actualidad forma parte de la mancha urbana de Culiacán.
Dato curioso: para demostrar la resistencia de la estructura, los arquitectos deciden dinamitar el antiguo templo que aún se encuentra en el interior.[cita requerida]
- Datos: Q5909034